# Gualter V de Brienne
Gualter V de Brienne o Gualter I d'Atenes (circa. 1275 - 15 de març, del 1311) nascut a Brienne-le-Château, Aube, Xampanya, França. Era fill d'Hug de Brienne, Comte de Brienne i Lecce, i Isabel de la Roche, filla de Guy de la Roche, Duc d'Atenes. Fou el successor en la reclamació del regnat del Regne de Jerusalem i de Xipre, així com de Taranto i de Sicília.

## Orígens familiars
Gualter passà la seva joventut com a ostatge a Sicília, al castell d'Agosta. A la mort del seu pare Hug el 1296, Gualter heretà els títols de Comte de Brienne, Conversano i Lecce. Com el seu pare, prengué les armes al servei del Regne de Nàpols durant la Guerra de Sicília (1296-1302), però fou capturat en la batalla de Gagliano el 1300. Va ser alliberat el 1302 seguint les disposicions de la Pau de Caltabellotta.

## Duc d'Atenes
La mort del primer cosí de la seva mare, Gualter II de la Roche, el 1308 li reportà el Ducat d'Atenes. Allí es trobà sota la pressió del Despotat de l'Epir, l'Imperi Romà d'Orient i del Senyor de Vlachia.

## La Companyia Catalana

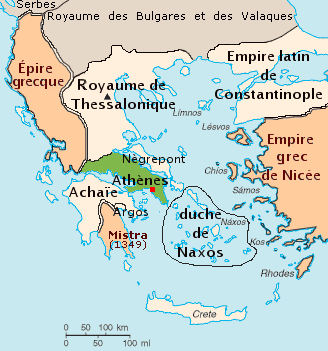
El Ducat d'Atenes l'any 1204

### Contractació
El 1310 contractà la Companyia Catalana d'Orient (Societas Catallanorum), una unitat mercenària formada per almogàvers veterans de les guerres penínsulars contra els musulmans. La Companyia Catalana d'Orient debastà l'Imperi Romà d'Orient per contrarestar les incursions al Ducat d'Atenes. Però quan la Companyia Catalana d'Orient ja havia complert la seva missió i havia destruït els enemics del Duc d'Atenes, aquest intentà expulsar-la d'Atenes sense pagar els seus serveis.

### Enfrontament
Cada volta més preocupat, Gualter es dotà de la força de la cavalleria francesa d'Atenes, Morea i Nàpols, i de la infanteria grega d'Atenes amb l'objectiu de destruir la Companyia Catalana d'Orient.

### La Batalla del Cefís
L'exèrcit de Gualter s'enfrontà als catalans en la batalla del Cefís el 15 de març del 1311. La infanteria catalana no tan sols derrotà la cavalleria francesa sinó que l'exterminà pràcticament al complet, assassinà al mateix Gualter i s'apoderà del Ducat d'Atenes a excepció de la Senyoria d'Argos i Nauplia.

## Ducat d'Atenes
El seu fill Gualter VI de Brienne el succeí en tots els seus títols però la Companyia Catalana d'Orient nomenà un dels dos únics cavallers que sobrevisqueren a la matança, el rossellonès Roger Desllor, com a nou Duc d'Atenes impossibilitant així les reclamacions del fill de Gualter V de Brienne, que morí el 1356.